# Estação Coslada Central

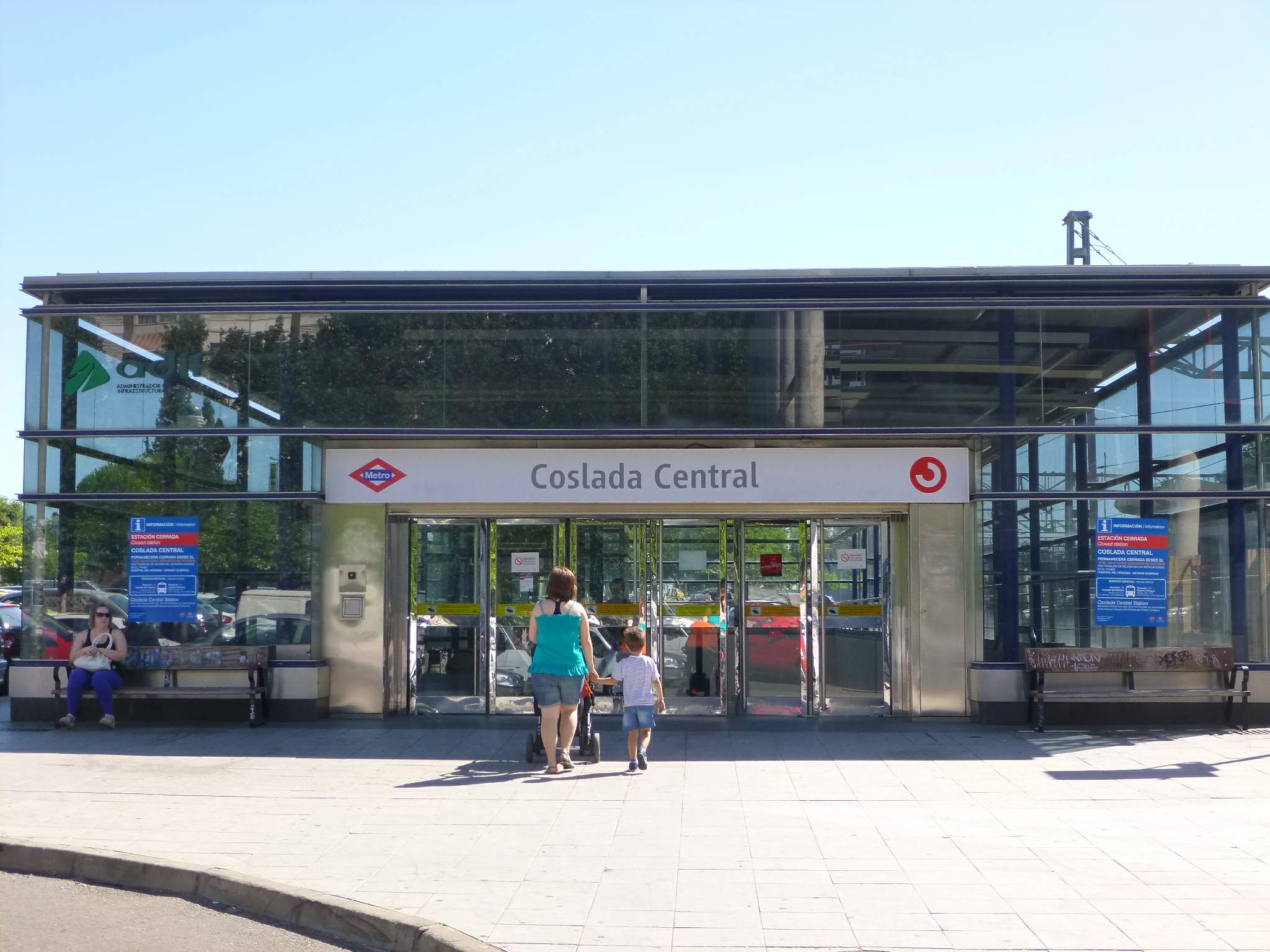
Acesso a Estação Coslada Central.

Coslada Central é uma estação da Linha 7 do Metro de Madrid.
Localizada entre a rua Pablo Neruda e o passeio Francisco Javier Sauquillo, no município de Coslada, em Madri, permite conexão com a estação Coslada das linhas C-2 , C-7 e C-8 de Cercanías Madrid.